# Saint-Privat-d'Allier
Saint-Privat-d'Allier es una comuna nueva francesa situada en el departamento de Alto Loira, de la región de Auvernia-Ródano-Alpes.

## Historia
Fue creada el 1 de enero de 2017, en aplicación de una resolución del prefecto de Alto Loira de 27 de septiembre de 2016 con la unión de las comunas de Saint-Didier-d'Allier y Saint-Privat-d'Allier, pasando a estar el ayuntamiento en la antigua comuna de Saint-Privat-d'Allier.

## Demografía
| Gráfica de evolución demográfica de Saint-Privat-d'Allier entre 1800 y 2014 |
|                                                                             |

Los datos entre 1800 y 2014 son el resultado de sumar los parciales de las dos comunas que forman la nueva comuna de Saint-Privat-d'Allier, cuyos datos se han cogido de 1800 a 1999, para las comunas de Saint-Didier-d'Allier y Saint-Privat-d'Allier de la página francesa EHESS/Cassini. Los demás datos se han cogido de la página del INSEE.

## Composición
| Comuna delegada       | Código INSEE | Población (2013) | Superficie (km²) | Densidad (hab./km²) |
| --------------------- | ------------ | ---------------- | ---------------- | ------------------- |
| Saint-Didier-d'Allier | 43176        | 36               | 7.71             | 5                   |
| Saint-Privat-d'Allier | 43221        | 391              | 29.96            | 13                  |